# Ljungabo göl
Ljungabo göl är en sjö i Värnamo kommun i Småland och ingår i Helge ås huvudavrinningsområde. Sjön är 1,6 meter djup, har en yta på 0,037 kvadratkilometer och befinner sig 166 meter över havet.